# Býčí skála
Die Höhle Býčí skála (deutsch: „Stierfelsen“) oder Byci Skala-Höhle liegt in Tschechien im Zentrum des Landschaftsschutzgebietes Mährischer Karst. Zusammen mit der benachbarten Höhle Rudické propadání bildet sie das zweitlängste Höhlensystem in Tschechien. Die Býčí skála-Höhle wurde bereits in vorgeschichtlicher Zeit von Menschen genutzt. International bekannte Funde von Heinrich Wankel aus dem Jahre 1872 stammen vor allem aus der Hallstattzeit.

## Beschreibung
Die Höhle liegt etwa 20 km nördlich von Brünn zwischen Adamov und Křtiny, nahe der kleinen Siedlung Josefov. Über dem Höhleneingang erhebt sich ein großer Kalksteinfelsen; die Höhlenräume bildeten sich durch Wassereinwirkung in Kalksteinen des Devon. Der Eingang führt in eine Halle, von der aus die tiefer liegenden Gänge, Kamine und weitere Höhlenräume erreichbar sind. Die Gesamtlänge der bekannten Gänge beträgt über 13 km. Teile des Systems sind temporär überflutet oder stehen dauerhaft unter Wasser. 
Die Höhle selbst und ihre weitere Umgebung steht als nationales Naturreservat Býčí skála unter Schutz. Das 2004 ausgerufene Schutzgebiet ist 190,8 Hektar groß und umfasst das tief eingeschnittene Tal des Baches Křtinský potok. Neben Býčí skála selbst finden sich hier auch weitere Karstelemente, zum Beispiel die Höhle Jáchymka, die durch fossile Funde bekanntgeworden ist, oder die Höhlen Barová, Kostelík und Tři kotle. Die Höhlen dienen als Winterquartiere für Fledermäuse. Am häufigsten kommt das Große Mausohr vor, daneben lebt hier die Kleine Hufeisennase und die Wimperfledermaus. Das Gebiet wird von der Straße von Adamov nach Křtiny durchschnitten und durch zwei Lehrpfade erschlossen. Das Areal ist von Tannen- und Eichenwäldern bestanden. 

## Geschichte

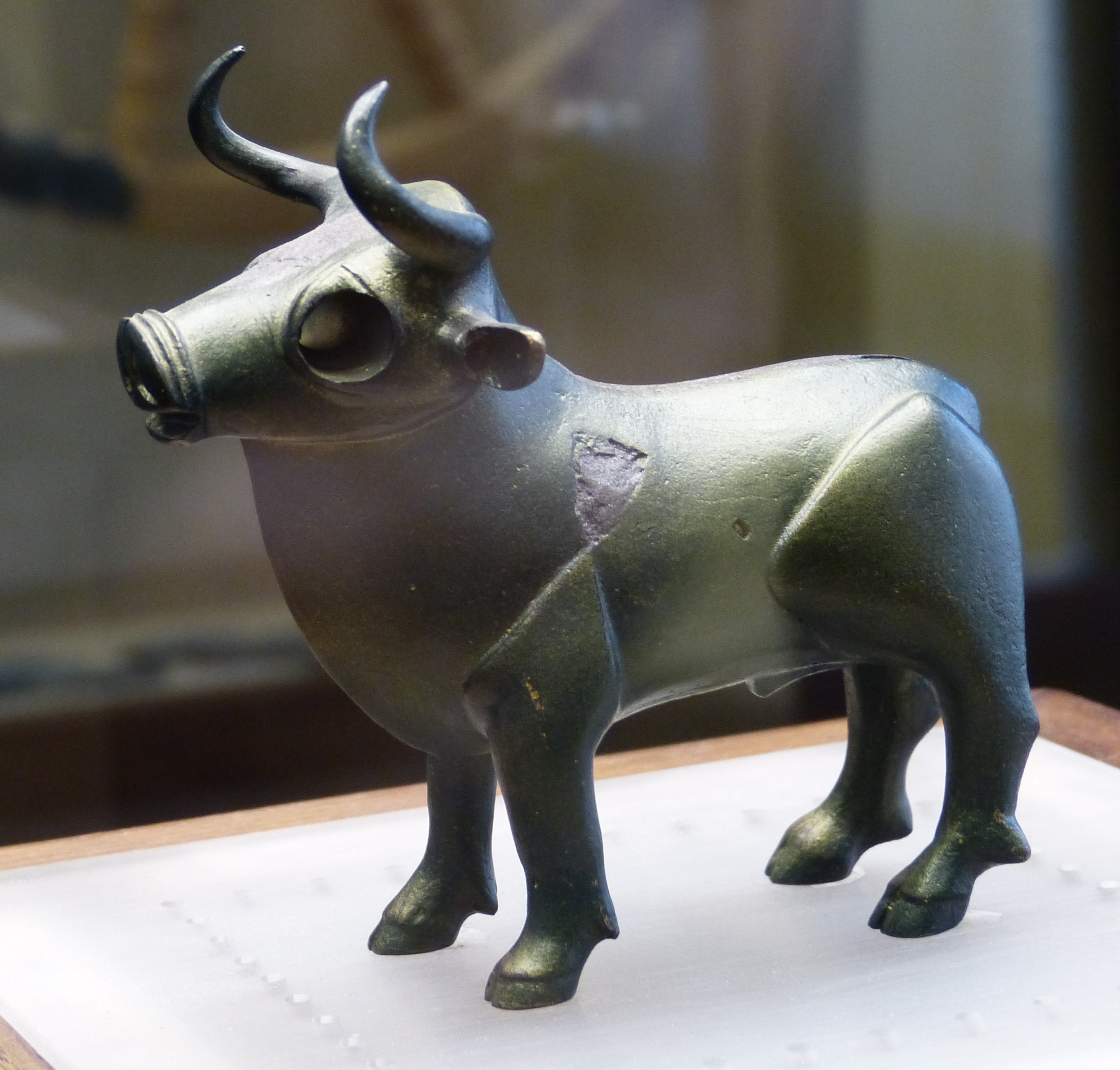
Stierstatuette aus der Býčí skála-Höhle, Naturhistorisches Museum Wien

Die geräumige Höhle wurde seit der Altsteinzeit von Menschen genutzt, wobei in der Vorzeit nur die Eingangshalle und ein etwa 300 m langer Gang begehbar waren. 1663 fand sie durch die Beschreibung M. A. Vigsel, Prämonstratenser aus Brünn, Eingang in die Literatur. Im 18. Jahrhundert förderten Arbeiter der nahen Eisenhütten die hiesigen Kiesvorkommen; dabei fanden sie wiederholt menschliche Knochen und Kohlestücke. Die archäologische Erforschung begann Mitte des 19. Jahrhunderts. Seit 1867 führte der Arzt und Archäologe Heinrich Wankel Ausgrabungen in der Höhle durch. Er entdeckte zunächst im hinteren Gang die Überreste eines Lagers von Rentierjägern aus dem Magdalénien. Zwei Jahre später fanden zwei Studenten die Bronzestatuette eines Stiers, die zum Symbol der Höhle geworden ist. 1872 gelang Wankel die spektakuläre Entdeckung des so genannten „Hallstatt-Begräbnisses“. Im Boden der Eingangshalle fand er mehr als 40 Skelette und Gegenstände aus der Hallstattzeit, wie Keramik, Schmuck, Waffen und Werkzeuge. Zu den Funden gehörte auch ein Bereich, der als Schmiedewerkstatt interpretiert wird, und zwei große Brandplätze, die auf die Nutzung als Kultplatz deuten. Die Überreste waren in eine bis zu einem halben Meter dicke Schicht aus Holzkohle eingebettet. Einige der Skelette waren unvollständig, der Kopf oder Gliedmaßen fehlten. Wankel deutete den Fund als rituelles Begräbnis. Es gibt jedoch auch andere Interpretationen, etwa die eines Unglücks oder eines feindlichen Überfalls auf eine Gruppe von Bergarbeitern. Die Fundstücke werden heute im Naturhistorischen Museum in Wien aufbewahrt.
Die ursprüngliche Gestalt der Eingangshalle wurde im Zweiten Weltkrieg dauerhaft verändert, als die deutschen Besatzer dort eine Waffenfabrik errichteten. Der Boden wurde mit Beton ausgegossen und beide Eingänge verschlossen. Die Kenntnisse über die hinteren Gänge des Höhlensystems erweiterten speläologische Untersuchungen im 20. Jahrhundert. 1920 war der Siphon am Ende des bekannten Ganges erschöpft und ein neuer Höhlenraum wurde entdeckt. Es war das Bett des Jedovnický potok, der nahe dem Höhleneingang an die Erdoberfläche tritt. Bis zum Jahr 1992 wurde systematisch jeder Meter des unterirdischen Bachlaufes und damit die Verbindung der Höhlen Býčí skála und Rudické propadání untersucht. Die Býčí skála-Höhle ist nicht öffentlich zugänglich. Führungen finden dreimal im Jahr statt.